# 호묘촌
호묘촌(保明村)은 니가타현 미나미칸바라군에 설치되었던 촌이다.